# Johan Hermans
Johan Hermans ook Johann, Johannes, Joannes en bijnaam Monsú Aurora (Antwerpen, ca. 1630 - 1667 of 1687) was een Zuid-Nederlands kunstschilder. Hij schilderde voornamelijk dieren en stillevens. 

## Biografie
Hermans was een leerling bij Adriaen Willenhoudt te Antwerpen. Rond 1657 verhuisde hij naar Rome alwaar hij bleef tot 1666. Vervolgens keerde hij terug naar Antwerpen. 
Hij was lid van de Sint-Lucasgilde van Antwerpen. 

## Werken
Werken van Hermans zijn onder andere te bezichtigen in de Galleria Doria Pamphilj en het Palazzo Corsini.